# Рай в гавайском стиле
«Рай в гавайском стиле» (англ. Paradise, Hawaiian Style) — музыкальный комедийный фильм 1966 года. Это третий и последний кинофильм, съёмки которого проходили на Гавайях. Премьера фильма состоялась 6 июля 1966 года. Снят на киностудии Paramount Pictures.
К фильму был выпущен саундтрек Paradise, Hawaiian Style.

## Сюжет
Рик Ричардс (Пресли) возвращается в свой дом на Гавайях. Он — пилот одной из американских авиалиний. Из-за опрометчивого поведения в отношении каждой симпатичной бортпроводницы, с которой он сталкивался, Рика увольняют с работы. Тогда, вместе со своим старым приятелем Дэнни Коханом (Джеймс Шигета), Рик решает наладить чартерное обслуживание туристов на Гавайях.

## В ролях
- Элвис Пресли — Рик Ричардс
- Сюзанна Ли — Джуди Хадсон
- Джеймс Шигета — Дэнни Кохана
- Донна Баттерворф — Жэн Кохана
- Марианна Хилл — Лани Каимана
- Айрин Цу — Пуа
- Линда Вон — Лехуа Кавена
- Джули Пэрриш — Джоанна
- Жан Шепард — Бетти Кохана
- Джон Дусетт — Дональд Белден
- Филип Ан — Моки Каимана
- Мэри Трин — Мисс Белден

В титрах не указаны
- Чина Ли — девушка
- Дианна Ланд — медсестра

## Факты
- Пресли пожертвовал 50 000$ «Вспомогательному Фонду Кинофильма» в Голливуде, 28 июля 1965. Это одно из самых крупных пожертвований в истории фонда.[2]
- Премьера фильма состоялась в Мемфисе 9 июня 1966 года.[2]
- Рабочие названия фильма: «Полинезийский Рай», «Гавайский Рай» и «Гавайи. США».[2]
- Во время перерыва в съёмках, в воскресенье, 15 августа, Элвис и Полковник Том Паркер посетили военный корабль «USS Arizona (BB-39)», являющийся военным мемориалом Перл-Харбора.[2]
- Это 40-й лучший «массовый» фильм США к 1966 году.[3]
- Элвис Пресли и Том Джонс[уточнить] впервые встретились впервые во время съёмок этого фильма.[3]
- В съемках фильма принимали участие животные, частности, собака породы колли длинношерстный Baba, предположительно, принадлежащая Элвису Пресли.

## Даты премьер
Даты приведены в соответствии с данными kinopoisk.ru.
- США — 15 июня 1966 (премьерный показ — 9 июня)
- Великобритания — 29 июля 1966
- Швеция — 22 августа 1966
- Финляндия — 14 октября 1966
- Германия — 23 декабря 1966
- Дания — 26 декабря 1966

## Теглайн
«Его новейшее! Его величайшее!» (англ. His newest! His Biggest!)

### Рецензии на фильм
- Рецензия Джанет Брэнеген на сайте Apollo Movie Guide (англ.)

### Рецензии наDVD
- Рецензия из киноколлекции «Свет! Камера! Элвис» на сайте DVD Talk автор: Пол Мэвис, 6 августа, 2007. (англ.)
- Рецензия Жона Дэнжира digitallyobsessed.com, 2 марта, 2003. (англ.)